# Contea di Champaign (Ohio)
La contea di Champaign (in inglese Champaign County) è una contea dello Stato dell'Ohio, negli Stati Uniti. La popolazione al censimento del 2000 era di 38 890 abitanti. Il capoluogo di contea è Urbana.